# Богатые Сабы
Богатые Сабы (тат. Байлар Сабасы) — посёлок городского типа, административный центр Сабинского района Республики Татарстан России.

## География
Посёлок расположен на небольшой реке Сабы (бассейн Мёши), в 80 км к востоку от Казани (98 км по дороге). Расстояние до ближайшей железнодорожной станции Шемордан — 22 км.

## История
Населённый пункт основан в 1290 году. В старину село было известно в регионе как центр гончарного производства. 
В «Списке населенных мест по сведениям 1859 года», изданном в 1866 году, населённый пункт упомянут как казённая деревня Маметьева Пустошь (Вершины Сабы) 1-го стана Мамадышского уезда Казанской губернии. Располагалась при реке Сабе, по левую сторону почтового тракта из Мамадыша в Казань, в 85 верстах от уездного города Мамадыша и в 25 верстах от становой квартиры во владельческом селе Кукмор (Таишевский Завод). В деревне в 232 дворах жили 1708 человек (884 мужчины и 824 женщины). Были 4 мечети, училище. Проводился базар по пятницам.
Статус посёлка городского типа — с 2004 года.
В селе родился Герой Советского Союза Гали Закиров.

## Население
| 1959  | 1970  | 1979  | 1989  | 2002  | 2006  | 2007  |
| ----- | ----- | ----- | ----- | ----- | ----- | ----- |
| 2915  | ↗3477 | ↗4537 | ↗5608 | ↗7196 | ↘7048 | ↗7158 |
| 2009  | 2010  | 2011  | 2012  | 2013  | 2014  | 2015  |
| ↗7261 | ↗7671 | ↗7698 | ↗7916 | ↗8123 | ↗8264 | ↗8372 |
| 2016  | 2017  | 2018  | 2019  | 2020  | 2021  |       |
| ↗8537 | ↗8670 | ↗8747 | ↗8766 | ↗8779 | ↗8828 |       |

## Экономика
«ВАМИН-Саба» (молочная продукция). Сельскохозяйственные предприятия.

## Достопримечательности
- краеведческий музей Сабинского района[24]
- картодром «Аргамак»[25]
- в 20 километрах от Богатых Сабов в п. Лесхоз находится Спортивный комплекс «Нарат» (крытый ледовый дворец, картинг-клуб и гостиница)[26]